# Le Rivage des murmures (film, 2004)
Pour plus de détails, voir Fiche technique et Distribution.
Le Rivage des murmures (titre original : A costa dos Murmúrios) est un film portugais réalisé en 2004 par Margarida Cardoso. Il est inspiré du célèbre roman éponyme de Lídia Jorge.

## Synopsis
À la fin des années 1960 les Portugais font leur dernière guerre coloniale sans issue en Mozambique. Evita, une jeune portugaise belle et fougueuse, arrive au Mozambique pour épouser Luis, un soldat de l’armée coloniale. Evita se rend rapidement compte que Luis n’est plus l’étudiant en mathématique prompt à la riposte et ambitieux qu’elle connaissait à Lisbonne. Il a perdu son innocence. Quand Luis doit partir pour la guerre, Evita reste seule. Errant dans la ville, elle découvre un nouveau mode de vie et manifeste une liberté qui est inhabituelle pour cette époque.

## Fiche technique
- Titre original : A costa dos Murmúrios
- Titre français : Le Rivage des murmures
- Réalisation : Margarida Cardoso (pt)
- Scénario : Cédric Basso, M. Cardoso d'après le roman de Lídia Jorge, publié en français en 1999.
- Photographie : Lisa Hagstrand, couleurs
- Montage : Bernardo Sassetti
- Producteurs : Maria João Mayer, François d'Artemare
- Durée : 115 minutes
- Année de réalisation : 2004
- Pays d'origine :  Portugal
- Genre : Film dramatique

## Distribution artistique
- Beatriz Batarda : Evita
- Filipe Duarte : Luis
- Monica Calle : Elena
- Adriano Luz : capitaine Forza Leal

## Récompenses
- IIWFF – Indian International Women Film Festival 2006
- Caminhos Do Cinema Português 2005, Portugal
- Cineportbrasil – Prizes Andorinha 2005
- Imargens – Fest. Int. Cinema E Video Dos Países De Língua Portuguesa, 2005
- 53. Mannheim Heidelberg Int. Film Festival 2004